# 도쿄 텔레포트역
도쿄 텔레포트역(일본어: 東京テレポート駅 토쿄테레포오토에키[*])(영어: Tokyo Teleport Station)은 일본 도쿄도 고토구 아오미에 있는 철도역이다. 부역명은 다이버시티 도쿄 플라자 앞이다.

## 타는 곳
| 1 | ■ 린카이 선 | 오사키·사이쿄 선으로 직결 운행 신주쿠·오미야·가와고에 선으로 직결 운행 가와고에 방면 |
| 2 | ■ 린카이 선 | 고쿠사이텐지조·신키바 방면                                                           |

## 역사
- 1996년 3월 30일 - 영업 개시.

## 역 주변
- 레인보우 브리지
- 다이바역 (유리카모메)
- 아오미역 (유리카모메)
- 후지 텔레비전

## 사진

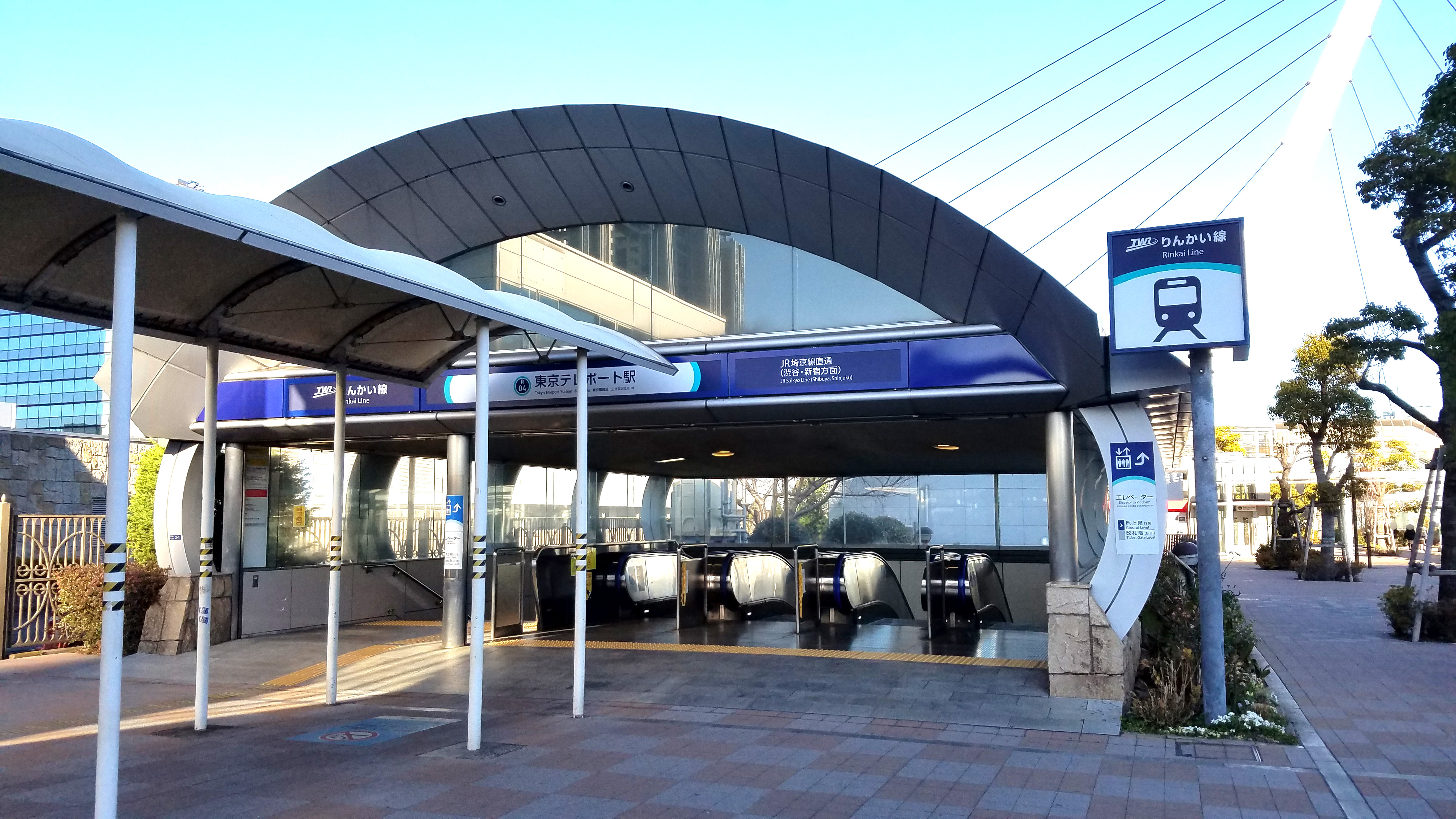
B 출입구(2022년 1월)

## 인접한 역
| 도쿄 임해 고속 철도 린카이 선   | 도쿄 임해 고속 철도 린카이 선 | 도쿄 임해 고속 철도 린카이 선 |
| ------------------------------- | ----------------------------- | ----------------------------- |
| R 03 고쿠사이텐지조 신키바 방면 | 린카이 선                     | R 05 텐노즈 아일 오사키 방면  |